# William van Horn
William Roger van Horn (Oakland, Californië, 15 februari 1939) is een Amerikaanse stripauteur, die vooral bekend is als schrijver en tekenaar van Disneystripverherhalen. 

## Biografie
Van Horn studeerde in 1961 af aan het California College of Arts and Crafts en had van 1965 tot 1977 een baan als animator. In deze periode werd zijn zoon Noel van Horn (1968) geboren, die later ook Disneystrips zou produceren. Vanaf 1977 werkte hij als illustrator van kinderboeken, en tussen 1985 en 1988 schreef en tekende hij voor Blackthorne Publishing strips over de door hem verzonnen figuren Nervous Rex, een vriendelijke tyrannosaurus, en Possibleman, een superheldenparodie. In 1987 begon hij Disneystrips te publiceren voor uitgeverij Gladstone, en nadat deze in 1991 de productie staakte voor de Deense uitgever Egmont. Zijn verhalen zijn in Nederland vooral verschenen in het tijdschrift Donald Duck Extra. Van Horn is de geestelijke vader van Heisa McSores, een halfbroer van Dagobert Duck die voor het eerst verscheen in het verhaal It’s All Relative uit 1994.
- Bibsys: 6032211
- Gemeinsame Normdatei: 115170103
- International Standard Name Identifier: 0000 0000 1129 2775
- Library of Congress Control Number: n77008342
- Nationale Bibliotheek van Israël: 987007418468805171
- Nederlandse Thesaurus van Auteursnamen: 191859818
- Virtual International Authority File: 20403380
- WorldCat: E39PBJbWBFb3cXcWDQ6hdPdWjC